# Adam Murrills
Adam Murrills (* 23. März 1990 in Manchester) ist ein ehemaliger englischer Squashspieler.

## Karriere
Adam Murrills begann seine Karriere im Jahr 2009 und gewann drei Turniere auf der PSA World Tour. Seine höchste Platzierung in der Weltrangliste erreichte er mit Rang 76 im Dezember 2017.

## Erfolge
- Gewonnene PSA-Titel: 3